# 391 Ingeborg
391 Ingeborg је Марсов тројански астероид са средњом удаљеношћу од Сунца која износи 2,320 астрономских јединица (АЈ).
Апсолутна магнитуда астероида је 10,1 а геометријски албедо 0,219.